# برناردینو گونزالس روئیس
برناردینو گونزالس روئیس (انگلیسی: Bernardino González Ruiz؛ (زادهٔ ۱۱ ژانویه ۱۹۱۱ – درگذشتهٔ ۱۵ مارس ۲۰۱۲) یک سیاست‌مدار اهل پاناما بود. برناردینو گونزالس روئیس در ۱۵ مارس ۲۰۱۲، در سن ۱۰۱ سالگی درگذشت.